# 영동 모의당
영동 모의당(永同 慕義堂)은 충청북도 영동군 심천면 기호리에 있는 조선시대의 건축물이다. 2002년 1월 11일 충청북도의 문화재자료 제32호로 지정되었다.

## 개요
선대의 업적을 기리고 후손들의 강학 공간으로 지은 강당건물이다. 모의당은 회봉공(晦峰公) 배후도(裵後度)의 후손들이 조선 영조 1년(1725)에 지어 돈화재(敦話齋)라 이름하였다. 순조 15년(1815)에 지금의 위치로 옮기고 철종 3년(1852)에 이름을 모의(慕義)로 바꾸었다. 모의당(慕義堂)이라는 이름은 1856년에 붙여진 것이다. 지금의 건물은 1899년에 지은 것으로 그 후 두차례에 걸쳐 고쳐 지어졌다.
앞면 4칸 반·옆면 2칸 규모로, 지붕은 옆에서 볼 때 여덟 팔(八)자 모양인 팔작지붕을 하고 있다. 가운데 대청마루를 중심으로 오른쪽에는 루마루방이 있고 왼쪽은 2칸의 온돌방으로 구성되어 있다.
모의당은 보존상태가 양호하고 건축양식이 서당 성격과 같은 요소가 있어 서당건축 연구에 좋은 자료이다.

## 참고 자료
- 영동 모의당 - 국가유산청 국가유산포털